# Intuitsia
Intuitsia (georgiska: ინტუიცია, svenska: intuition) är ett georgiskt TV-program som sänds på den georgiska TV-kanalen Imedi TV. Programmet sänds varje torsdag klockan 22:00 och leds av Nika Kavtaradze. Huvudpriset i tävlingen är 20,000 georgiska Lari. Programmet baseras på den engelska versionen som går under namnet Identity (identitet). Skillnaden är dock att det högsta priset i den engelska versionen är 500,000 pund. Programmet började sändas den 13 mars 2010 och har sänts sedan dess.